# فيكرز فيرنون
فيكرز فيرنون (Vickers Vernon) طائرة نقل جند بريطانية ذات سطحيناستخدمها سلاح الجو الملكي. دخلت الخدمة في عام 1921, وكانت الطائرة الأولى المخصصة لنقل الجنود للسلاح الجوي الملكي البريطاني.
طورت الفيرنون على أساس طائرة فيكرز فيمي التجارية، وهي طائرة لركاب مطورة عن الطائرة المقاتلة فيكرز فيمي تستخدم محركين من طراز نابيير ليون أو محركات رولز-رويس ايغل الثامن محركات. بني 55 طائرة منها.
في شباط / فبراير من عام 1923، نقلت طائرات الفيرنون التابعة لسربي  45 و 70 من أسراب سلاح الجو الملكي البريطاني ما يقرب من 500 جندي إلى كركوك في العراق بعد اجتاحتها القوات الكردية. ويعد هذا أول نقل جوي عسكري استراتيجي.

## المتغيرات

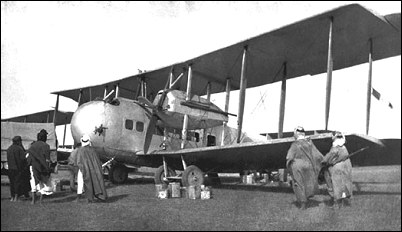

فيرنون أم كي 1
بمحركين النقل العسكرية من طائرات سلاح الجو الملكي البريطاني.
فيرنون أم كي 2
بمحركين بقوة 450 حصان (340 كيلو واط) من طراز نابير ليون الثاني مع محركات مكبسية.
فيرنون أم كي 3
بمحركين من طراز نابير ليون الثالث مع محركات مكبسية.

## المشغلون
- سلاح الجو الملكي
  - رقم 45 سرب سلاح الجو الملكي البريطاني
  - رقم 70 سرب سلاح الجو الملكي البريطاني